# Spíž

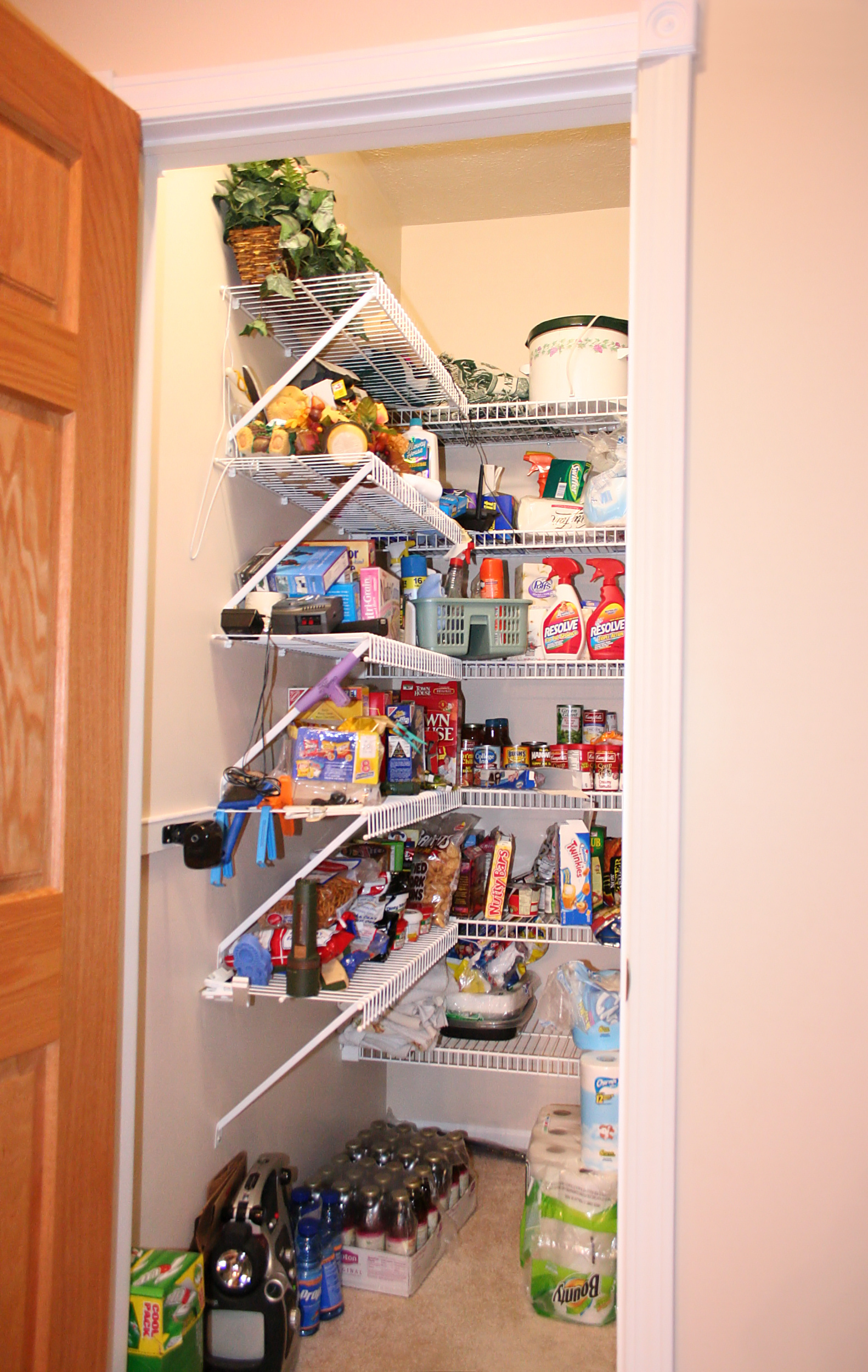
Spíž

Spíž, spíže, špíž, špíže, spižírna či špižírna (obec. špajz, špajzka) je malá chladná místnost, v obytných budovách většinou orientovaná k východní straně, určená pro skladování potravin. Většinou v ní není okno, nesmí však chybět systém ventilačních otvorů, které zabezpečují dokonalou cirkulaci vzduchu. Ta brání nadbytečné vlhkosti vzduchu a s ní spojenému rozvoji plísní na uložených potravinách. V dřívějších dobách spíž do jisté míry nahrazovala ledničku.

## Podobné
- Špíz